# Kontaktfett
Kontaktfett, auch E-Kontakt-Fett, englisch contact grease, ist ein elektrisch leitfähiges Spezial-Schmiermittel mit besonderen Eigenschaften für den Einsatz bei elektrischen Kontakten. Es dient bevorzugt zur Verbesserung des elektrischen Kontakts an Relais, Schaltern, Unterbrechern und Steckkontakten, die mit geringem Anpressdruck arbeiten. Hauptziel ist das Sicherstellen zuverlässigen und störungsfreien elektrischen Kontakts bei geringem Spannungsabfall.

## Kontaktfett versus Polfett
Oftmals wird Kontaktfett mit Batterie-Polfett (Vaseline) gleichgesetzt und teilweise in Produktbeschreibungen ein gleichartiger Einsatz impliziert. 
Polfett ist jedoch, wie alle reinen Fette und Öle, nicht elektrisch leitend. Es verbessert den elektrischen Kontakt nicht, sondern schützt die Kontaktflächen vor Korrosion und der Bildung von Oxidschichten durch chemischem Angriff. Polfett wird insbesondere bei Starterbatterien in Autos, Motorrädern, Diesellokomotiven und Flugzeugen verwendet und wird auch als Säureschutzfett bezeichnet.
Durch den Zusatz von Kupferpulver, in selteneren Fällen auch Aluminium-Pulver, ist Kontaktfett demgegenüber elektrisch leitfähig. 

## Zusammensetzung
Die Basis für Kontaktfett bilden Stoffgemische verschiedener lipophiler und aromatischer Verbindungen, welche mit elektrolytisch hergestelltem Kupferpulver versetzt sind. Je nach Hersteller unterscheidet sich das Aussehen von Kontaktfett. Typisch ist in den meisten Fällen durch den Kupferzusatz eine bronze-ähnliche, kupferne und glänzende Farbe. Die Bestandteile und Mischungsverhältnisse weichen je nach Hersteller ab.
Kontaktfett hat eine gute Verträglichkeit gegenüber anderen Materialien, auch gegenüber verschiedenen Kunststoffen. Es lässt sich in einem weiten Temperaturbereich einsetzen, der Flammpunkt liegt bei über 200 °C. Kontaktfett ist auch bei gemäßigten Minustemperaturen stabil.

## Materialeigenschaften
Kontaktfett ist ein pastöser Schmierstoff und bewirkt eine mechanische Schmierung, kann jedoch für bestimmte Anwendungen spezialisierte Fette nicht ersetzen.
Kontaktfett schützt die behandelten Flächen oder Kontakte vor Verschleiß und Korrosion. Die Schalterverschmutzung im Betrieb nimmt ab. Die Elektroerosion von Kontakten wird reduziert und Wartungsintervalle und daraus folgende Service-Tätigkeiten können in vielen Fällen reduziert werden. Insofern kann die Anwendung von Kontaktfett nicht nur unter technischen, sondern auch unter wirtschaftlichen Aspekten sinnvoll sein.
Kontaktfett wirkt kühlend auf Kontakte. Es unterstützt bei manuell geschalteten Kontakten eine gleichbleibende Haptik ("Schaltgefühl").

## Praktische Handhabung
Die zu behandelnden Oberflächen der Kontakte oder Steckverbinder sollten sauber bzw. blank sein. Vorhandene Verschmutzung können in der Regel vom Kontaktfett nicht aufgelöst werden, so dass seine Wirkung begrenzt bleibt. 
Kupferpaste hat eine ähnliche Zusammensetzung wie Kontaktfett und kann in einfachen Anwendungsfällen als Substitut dienen.